# N319 (België)
De N319 is een gewestweg in België tussen Oudekapelle (N364) en Alveringem (N8). De weg is ongeveer 10 kilometer lang.
De gehele weg bestaat uit twee rijstroken voor beide rijrichtingen samen.

## Plaatsen langs N319
- Oudekapelle
- Fortem
- Alveringem